# Adua
Adua (także: Adowa, Adwa, Aduwa) – miasto w północnej Etiopii, w prowincji Tigraj (dawna nazwa Tigre), na wysokości 2000 m n.p.m. Była stolica Etiopii. Liczy ok. 25 tys. mieszkańców (1994). Ośrodek okręgu o rolniczym charakterze.
W okolicach miasta 1 marca 1896 włoski korpus inwazyjny dowodzony przez gen. Oreste Baratieri, poniósł klęskę w starciu z wojskami etiopskimi cesarza Menelika II. Zdobyta ponownie przez wojska włoskie w październiku 1935 roku. W latach 1935–1941 część Włoskiej Afryki Wschodniej .
W klasztorze Abuna Garima przechowywane są rękopisy Ewangelii Garimy.